# Hard to Say I'm Sorry
Singles de Chicago
Song for You
(1980) Love Me Tomorrow
(1982)
Pistes de Chicago 16
Chains
(4) Follow Me
(6)
Hard to Say I'm Sorry est une chanson interprétée par le groupe de rock américain Chicago, écrite par le bassiste Peter Cetera et composée par David Foster, sortie en tant que premier single de l'album Chicago 16 en 1982.
La chanson rencontre un immense succès aux États-Unis en atteignant la tête du Billboard Hot 100 durant deux semaines consécutives ainsi que la tête du Hot Adult Contemporary Tracks. Elle a également atteint la première place au Canada, en Irlande et en Suisse. C'est le deuxième single du groupe à se classer numéro un des ventes après If You Leave Me Now en 1976.
La chanson a d'ailleurs été certifiée disque d'or par la RIAA en septembre 1982 et a été nommée au Grammy Award de la meilleure prestation vocale pop d'un duo ou groupe en février 1983.

## Composition
La chanson, interprétée par le bassiste Peter Cetera, se présente avec des synthétiseurs plus superposés ainsi qu'une guitare distordue plus lourde dans un style contemporain des années 1980.
Elle marque également la présence de trois membres du groupe Toto : le guitariste Steve Lukather et les deux claviéristes David Paich et Steve Porcaro.
La chanson apparaît aussi dans la bande originale du film Amours de vacances, réalisé par Randal Kleiser en 1982 et mettant en scène les acteurs Peter Gallagher, Daryl Hannah et Valérie Quennessen sur l'île de Santorin, en Grèce.

## Liste des pistes
Vinyle et CD single
1. Hard to Say I'm Sorry - 3:42
2. Sonny Think Twice - 4:00

## Crédits
- Peter Cetera : chant, guitare acoustique
- David Foster : piano acoustique, Minimoog
- Steve Lukather : guitare
- David Paich : synthétiseurs
- Steve Porcaro : synthétiseurs
- Danny Seraphine : batterie

## Classements

### Classement hebdomadaire
| Classements (1982-1983)                    | Meilleure position |
| ------------------------------------------ | ------------------ |
| Afrique du Sud (Springbok)                 | 14                 |
| Allemagne (Official German Charts)         | 6                  |
| Australie (Kent Music Report)              | 4                  |
| Autriche (Ö3 Austria Top 40)               | 5                  |
| Belgique (Flandre Ultratop 50 Singles)     | 15                 |
| Canada (RPM Top Singles)                   | 1                  |
| Canada (RPM Adult Contemporary)            | 1                  |
| États-Unis (Billboard Hot 100)             | 1                  |
| États-Unis (Hot Adult Contemporary Tracks) | 1                  |
| Irlande (Irish Singles Chart)              | 1                  |
| Nouvelle-Zélande (Recorded Music NZ)       | 13                 |
| Royaume-Uni (UK Singles Chart)             | 4                  |
| Suisse (Schweizer Hitparade)               | 1                  |

### Classements annuels
| Classement (1982)              | Meilleure position |
| ------------------------------ | ------------------ |
| Australie                      | 10                 |
| Canada                         | 9                  |
| États-Unis (Billboard Hot 100) | 10                 |
| Royaume-Uni                    | 27                 |
| Suisse                         | 5                  |

| Classement (2018)              | Meilleure position |
| ------------------------------ | ------------------ |
| États-Unis (Billboard Hot 100) | 213                |

### Certifications
| Pays              | Certification | Date              |
| ----------------- | ------------- | ----------------- |
| États-Unis (RIAA) | Or            | 15 septembre 1982 |

## Reprise de Az Yet
En 1996, le groupe de R&B Az Yet reprend la chanson avec la participation de Peter Cetera et sort en tant que deuxième single de leur premier album le 3 février 1997. Cette reprise atteint la 8e place du Billboard Hot 100 ainsi que la tête du classement en Nouvelle-Zélande, où elle est certifiée disque de platine en ayant totalisé 10 000 ventes. Aux États-Unis, elle est également certifiée disque de platine par la RIAA avec plus d'un million d'exemplaires vendus.